# Marcel Pouyet
Marcel Pouyet, né le 21 juillet 1912 à Loriges (Allier) et mort le 11 octobre 1987 à Moulins (Allier), est un homme politique français.

## Biographie
Fils d'agriculteur, Marcel Pouyet est lui-même exploitant agricole. Il adhère à la SFIO au début des années 1930. Prisonnier de guerre en 1940, il est libéré l'année suivante. Pendant l'occupation, il participe à des actions de résistance. C'est à cette occasion qu'il rencontre Henri Ribière, qui l'invite à figurer sur sa liste pour les élections à l'assemblée constituante de 1945.

## Détail des fonctions et des mandats
Mandats parlementaires
- 21 octobre 1945 - 10 juin 1946 : député de l'Allier
- 2 juin 1946 - 27 novembre 1946 : député de l'Allier
- 10 novembre 1946 - 4 juillet 1951 : député de l'Allier